# Élections législatives de 1946 dans le territoire de Mauritanie
Les élections législatives françaises de 1946 se tiennent le 10 novembre. Ce sont les premières élections législatives de la Quatrième république, après l'adoption lors du référendum du 13 octobre d'une nouvelle constitution.

## Mode de scrutin
L'Assemblée nationale est composée de 618 sièges pourvus au scrutin proportionnel plurinominal suivant la règle de la plus forte moyenne dans le cadre départemental, sans panachage. 
Le vote préférentiel est admis, en inscrivant un numéro d'ordre en face du nom d'un, de plusieurs ou de tous les candidats de la liste. Mais l'ordre ne pourra être modifié que si au moins la moitié des suffrages portés sur la liste est numéroté. Dans les faits les modifications ne dépasseront jamais les 7%.
Dans l'ancienne colonie et nouveau territoire d'outre-mer du Mauritanie, un député est à élire.
La nouvelle constitution sépare la circonscription de Mauritanie de celle du Sénégal et établit le collège unique. 
Les deux députés SFIO élus en juin pour le collège des citoyens (Amadou Lamine-Guèye) et celui des autochtones (Léopold Sédar Senghor) se présentent dans la circonscription du Sénégal.
Le territoire n'ayant qu'un seul siège, l'élection se fait au Scrutin uninominal majoritaire à un tour.

## Élus
| Député sortant | Parti | Parti | Député élu ou réélu | Parti | Parti |
| -------------- | ----- | ----- | ------------------- | ----- | ----- |
| Siège créé     |       |       | Horma Ould Babana   |       | SFIO  |

## Résultats

### Résultats à l'échelle du département
|          | SFIO     | Horma Ould Babana | 6 177  | 65,36  |  |  |
|          | MRP      | Yvon Razac        | 3 209  | 33,95  |  |  |
|          |          | Souleymane Diop   | 65     | 0,69   |  |  |
|          |          |                   |        |        |  |  |
| Inscrits | Inscrits | Inscrits          | 16 271 | 100,00 |  |  |
| Votants  | Votants  | Votants           | 9 539  | 58,63  |  |  |
| Exprimés | Exprimés | Exprimés          | 9 451  | 99,08  |  |  |